# Saint-Colomb-de-Lauzun
Saint-Colomb-de-Lauzun – miejscowość i gmina we Francji, w regionie Nowa Akwitania, w departamencie Lot i Garonna.
Według danych na rok 2017 gminę zamieszkiwały 478 osoby, a gęstość zaludnienia wynosiła 21 osób/km².

## Bibliografia

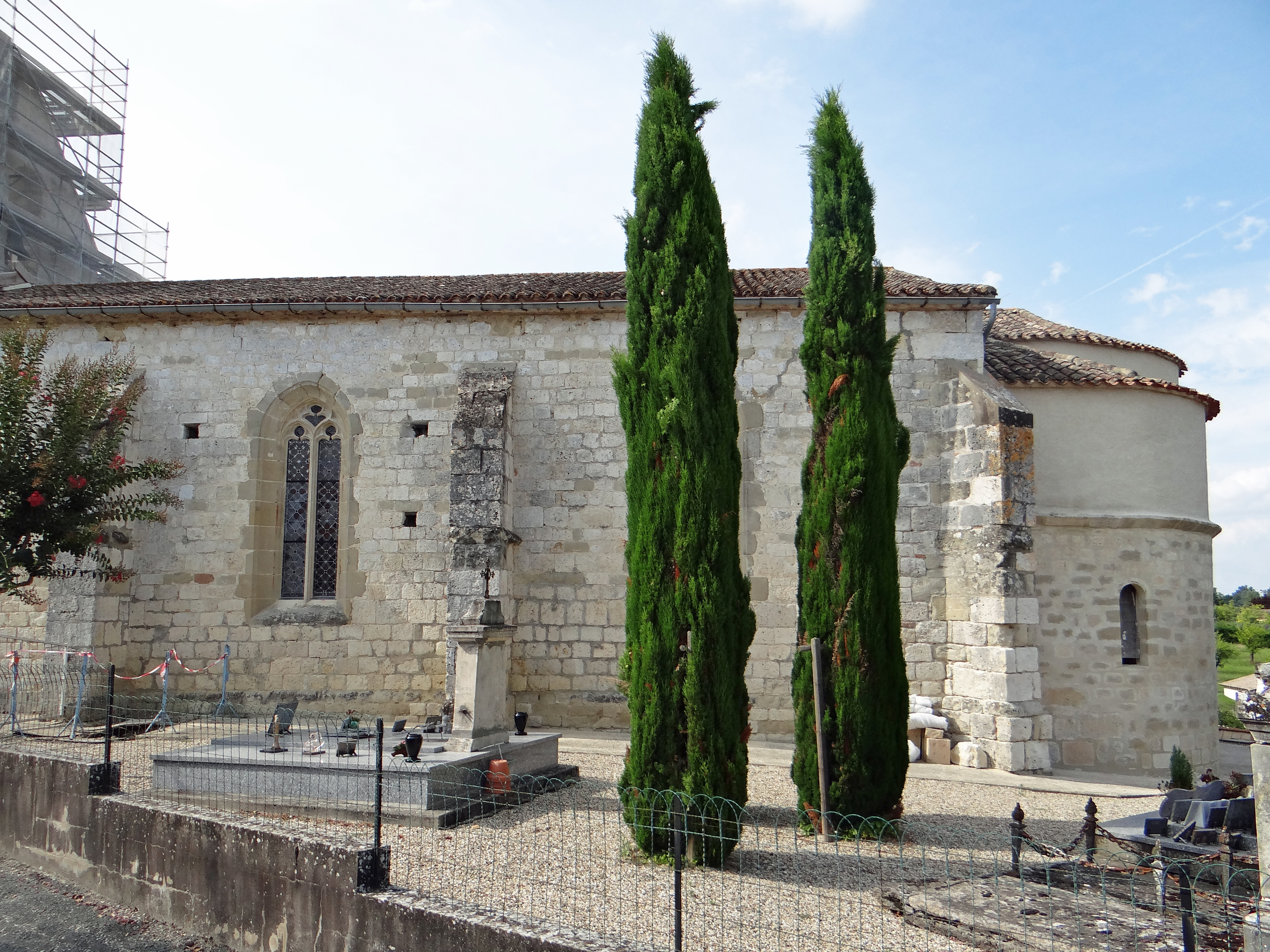
Kościół w Saint-Colomb-de-Lauzun